# Маган, Валерий Валерьевич
Валерий Валерьевич Маган (род. 26 августа 1995) — российский профессиональный баскетболист, игравший на позиции разыгрывающего защитника.

## Карьера
Первым тренером Валерия был его папа — Валерий Валентинович Маган. Свою профессиональную карьеру Маган начал в 17 лет в сезоне 2012/2013, став игроком клуба «Волжанин-ГЭС».
В сезонах 2013/2014 и 2014/2015 Валерий Маган выступал за «Красный Октябрь-2».
22 апреля 2014 года, в матче Единой молодёжной лиги ВТБ против «Локомотива-Кубань-2» (93:83), установил новый рекорд турнира – 17 результативных передач за игру.
В сезоне 2014/2015 Маган был одним из лидеров «Красного Октября-2», выступавшего в Единой молодёжной лиге ВТБ. Валерий принял участие во всех 40 матчах команды и набирал в среднем 11 очков, 7 передач, 4 подбора и 4 перехвата.
В сентябре 2015 года стал игроком «Строитель» (Энгельс).